# Leprocaulales
De Leprocaulales vormen een orde van Lecanoromycetes uit de subklasse van Lecanoromycetidae. Deze orde bevatte de familie Leprocaulaceae, maar werd later door Index Fungorum als ongeldig beschouwd.